# 鄂尔多斯旅游轨道交通
鄂尔多斯旅游轨道交通，位于内蒙古自治区鄂尔多斯市响沙湾景区，包括旅游观光有轨小火车和旅游索道。

## 介绍
鄂尔多斯响沙湾，又名“布热芒哈”意为“带喇叭的沙丘”，布热为喇嘛吹的号，芒哈为沙漠的意思。内有旅游观光小火车和索道。

## 旅游观光有轨小火车
从响沙湾港至悦沙休闲岛，游客可以乘坐旅游观光有轨小火车观赏沙漠景观。

## 旅游索道
有1号，2号，3号索道。